# Будапещенски университет по технологии и икономика
Будапещенски университет по технологии и икономика е сред най-авторитетните технически училища в Унгария и Европа.

## История
Петер Пезману – архиепископ на Унгария, основава първия университет в страната през 1635 година.
В края на XVIII век университетът се премества в град Буда и започва да се нарича Университет от Буда. През следващете години се създава технологичен и геометричен институт. През 1860 година унгарският език замества латинския като официален в университета. През 1925 година е приета първата дама като студентка. През 1949 година официалното наименование на университета става Технически университет Будапеща. През 2000 година името на техническия университет е променено на Будапещенски университет по технологии и икономика.

## Структура
- Факултет по цивилно инженерство
- Факултет по механическо инженерство
- Факултет по архитектура
- Факултет по химическа и био технологии
- Факултет по електрическо инженерство и информатика
- Факултет по природни науки
- Факултет по икономика и социални науки